# Ota Koval
Ota Koval (11. dubna 1931 Dobřany – 14. srpna 1991 Praha) byl český režisér, scenárista a herec.

## Život
Vystudoval režii na Filmové a televizní fakultě Akademie múzických umění (FAMU) a do konce šedesátých let 20. století působil coby pomocný režisér v Barrandovských filmových ateliérech. Během 70. a 80. let téhož století se spolu s režisérkou Věrou Plívovou-Šimkovou a Otou Vošmikem zařadil mezi režiséry filmů pro děti.

## Dílo
- Lucie a zázraky (1970) – herec, režie
- My tři a pes z Pětipes (1971) – režie
- Družina černého pera (1973) – režie
- Jakub (1976) – režie
- Nechci nic slyšet (1978) – režie
- Kočičí princ (1978) – režie
- Julek (1979) – režie
- Kaňka do pohádky (1981) – režie
- Modré z nebe (1983) – režie
- Hry pro mírně pokročilé (1986) – režie
- Uf – oni jsou tady (1988) – scénář, režie
- Panenka s porcelánovou hlavičkou (1991), televizní film – režie